# Pattinaggio di velocità ai IX Giochi asiatici invernali - Inseguimento a squadre maschile
La gara dell'inseguimento a squadre maschile si è svolta l'11 febbraio 2025 allo Heilongjiang Winter Sports Training Center di Harbin, in Cina.

## Risultati
| Rank | Pair | Squadra                                                       | Tempo   | Note |
| ---- | ---- | ------------------------------------------------------------- | ------- | ---- |
| 1    | 2    | Cina Liu Hanbin Wu Yu Hanahati Muhamaiti                      | 3:45.94 |      |
| 2    | 3    | Corea del Sud Chung Jae-won Park Sang-eon Lee Seung-hoon      | 3:47.99 |      |
| 3    | 3    | Giappone Motonaga Arito Taiyo Morino Kotaro Kasahara          | 3:52.93 |      |
| 4    | 2    | Kazakistan Nuraly Akzhol Vitaliy Chshigolev Vadim Yakubovskiy | 3:57.43 |      |
| 5    | 1    | India Chandra Mouli Danda Vishwaraj Jadeja Amitesh Mishra     | 4:29.32 |      |